# Рюрик
Вижте пояснителната страница за други значения на Рюрик.
Рюрик (на старобългарски: Рюрикъ, от източностароскандинавското Hrø̄rīkʀ или Rø̄rīkʀ, производно от прагерманското *Hrōþirīks и съответстващо на западностароскандинавското Hrœrekr и на английското Roderick) е варяжки военачалник, вероятно шведски викинг от народността рус, който през 862 установява контрол над Ладога и построява селището Холмгард (Рюриково Городище) в Новгород. Според наличните сведения, Рюрик остава на власт до смъртта си през 879. След това властта е поета от Олег, който управлява повече от 30 години от името на сина на Рюрик, княз Игор.
Начинът, по който Рюрик завладява Ладога и Новгород, е спорен. Единствената информация за него се съдържа в Начална руска летопис от 12 век, където се казва, че той е поканен от местните племена („призоваване на варягите“), искащи установяването на ред в страната. Според някои историци самото съществуване на Рюрик е легенда.
Наследниците на Рюрик, династията Рюриковичи, преместват столицата в Киев, създавайки Киевска Рус, първата историческа руска държава. Тя оцелява до монголските нашествия. Няколко днешни княжески рода произлизат по права линия от Рюрик, макар че последният Рюрикович, управлявал Русия, е Василий IV, починал през 1612.